# ToyZ
ToyZ es el segundo álbum de estudio de la banda alemana Cinema Bizarre. Fue lanzado el 21 de agosto de 2009. Su duración total es de 1:17:35.

## Lista de canciones

### Edición Estándar
| CD  |                                      |          |  |
| N.º | Título                               | Duración |  |
| 1.  | «Le Generique»                       | 1:19     |  |
| 2.  | «Touching And Kissing»               | 3:36     |  |
| 3.  | «I Came 2 Party (con Space Cowboy)»  | 3:25     |  |
| 4.  | «Deeper And Deeper»                  | 3:27     |  |
| 5.  | «Erase And Replace»                  | 4:16     |  |
| 6.  | «My Obsession»                       | 3:57     |  |
| 7.  | «Je Ne Regrette Rien»                | 3:24     |  |
| 8.  | «Dark Star»                          | 3:20     |  |
| 9.  | «Toyz»                               | 3:40     |  |
| 10. | «In Your Cage»                       | 4:11     |  |
| 11. | «Heaven Is Wrapped In Chains»        | 3:23     |  |
| 12. | «Hypnotized By Jane»                 | 3:48     |  |
| 13. | «Blasphemy»                          | 4:08     |  |
| 14. | «I Don't Wanna Know (If U Got Laid)» | 3:23     |  |
| 15. | «Out Of Love»                        | 3:35     |  |
| 16. | «Sad Day (For Happiness)»            | 3:48     |  |
| 17. | «Tears In Vegas»                     | 3:57     |  |
| 18. | «Le Generique De Fin»                | 1:15     |  |

### Edición de Lujo
Además de las canciones de la edición estándar, la edición de lujo también tiene un disco que contiene las siguientes canciones:

| CD 2 |                           |          |  |
| N.º  | Título                    | Duración |  |
| 1.   | «American Beauty»         | 3:42     |  |
| 2.   | «Modern Lover»            | 3:52     |  |
| 3.   | «Bang A Gong (Get It On)» | 3:18     |  |
| 4.   | «Are You Crying»          | 4:51     |  |

## Posicionamiento
| Listas (2009)         | Posición |
| --------------------- | -------- |
| Austrian Albums Chart | 44       |
| Dutch Albums Top 100  | 94       |
| French Albums Chart   | 79       |
| German Albums Chart   | 24       |

## Historial de lanzamiento
| Región      | Fecha                   | Formato              |
| ----------- | ----------------------- | -------------------- |
| Alemania    | 21 de agosto de 2009    | CD, descarga digital |
| Reino Unido | 8 de septiembre de 2009 | CD, descarga digital |